# Marcantonio IV Colonna
Marcantonio IV Colonna detto il Connestabilino (Roma, 17 ottobre 1595 – 8 maggio 1611) è stato un nobile italiano.

## Biografia

### Infanzia
Fu un membro della famiglia principesca romana dei Colonna nel ramo di Paliano.
Figlio di Marcantonio III Colonna e di Felice Orsina Peretti-Damasceni, era dunque pro-nipote di Sisto V e del Marcantonio Colonna, succedette al padre come V Duca e Principe di Paliano, III Duca di Tagliacozzo pochi giorni dopo la nascita, il 1º novembre 1595.

### Ascesa
Dal 1608 divenne II Duca di Marino, Gran Connestabile del Regno di Napoli, Marchese di Cave, Conte di Ceccano, e Signore di Genazzano, Anticoli, Castro, Rocca di Papa, Rocca di Cave e altre località. Fu promesso in sposo ad Eleonora Gonzaga, che invece si unì in matrimonio con l'imperatore Ferdinando II d'Asburgo.

### Morte
Il principe Marcantonio morì l'8 maggio 1611, a soli quindici anni; gli succedette lo zio Filippo.

## Ascendenza
|                                                 |   |                                          | Genitori                               |  |  | Nonni |  |  | Bisnonni                                   |  |  | Trisnonni                             |  |
|                                                 |   |                                          |                                        |  |  |       |  |  | Marcantonio Colonna, I principe di Paliano |  |  | Ascanio I Colonna, II duca di Paliano |  |
|                                                 |   |                                          |                                        |  |  |       |  |  | Marcantonio Colonna, I principe di Paliano |  |  | Ascanio I Colonna, II duca di Paliano |  |
|                                                 |   | Giovanna d'Aragona                       |                                        |  |  |       |  |  | Marcantonio Colonna, I principe di Paliano |  |  |                                       |  |
| Fabrizio Colonna di Paliano                     |   |                                          |                                        |  |  |       |  |  | Marcantonio Colonna, I principe di Paliano |  |  |                                       |  |
|                                                 |   | Felice Orsini                            | Girolamo Orsini, signore di Bracciano  |  |  |       |  |  |                                            |  |  |                                       |  |
|                                                 |   | Felice Orsini                            | Girolamo Orsini, signore di Bracciano  |  |  |       |  |  |                                            |  |  |                                       |  |
|                                                 |   | Felice Orsini                            | Francesca Sforza                       |  |  |       |  |  |                                            |  |  |                                       |  |
| Marcantonio III Colonna, II principe di Paliano |   | Felice Orsini                            |                                        |  |  |       |  |  |                                            |  |  |                                       |  |
|                                                 |   | Gilberto II Borromeo, VII conte di Arona | Federico I Borromeo, VI conte di Arona |  |  |       |  |  |                                            |  |  |                                       |  |
|                                                 |   | Gilberto II Borromeo, VII conte di Arona | Federico I Borromeo, VI conte di Arona |  |  |       |  |  |                                            |  |  |                                       |  |
|                                                 |   | Gilberto II Borromeo, VII conte di Arona | Veronica Visconti                      |  |  |       |  |  |                                            |  |  |                                       |  |
| Anna Borromeo                                   |   | Gilberto II Borromeo, VII conte di Arona |                                        |  |  |       |  |  |                                            |  |  |                                       |  |
|                                                 |   | Taddea dal Verme                         | Federico dal Verme                     |  |  |       |  |  |                                            |  |  |                                       |  |
|                                                 |   | Taddea dal Verme                         | Federico dal Verme                     |  |  |       |  |  |                                            |  |  |                                       |  |
|                                                 |   | Taddea dal Verme                         | Anna Schiner                           |  |  |       |  |  |                                            |  |  |                                       |  |
| Marcantonio IV Colonna, III principe di Paliano |   | Taddea dal Verme                         |                                        |  |  |       |  |  |                                            |  |  |                                       |  |
|                                                 | … | …                                        |                                        |  |  |       |  |  |                                            |  |  |                                       |  |
|                                                 | … | …                                        |                                        |  |  |       |  |  |                                            |  |  |                                       |  |
|                                                 | … | …                                        |                                        |  |  |       |  |  |                                            |  |  |                                       |  |
| Fabio Damasceni                                 | … |                                          |                                        |  |  |       |  |  |                                            |  |  |                                       |  |
|                                                 |   | …                                        | …                                      |  |  |       |  |  |                                            |  |  |                                       |  |
|                                                 |   | …                                        | …                                      |  |  |       |  |  |                                            |  |  |                                       |  |
|                                                 |   | …                                        | …                                      |  |  |       |  |  |                                            |  |  |                                       |  |
| Felice Orsina Peretti-Damasceni                 |   | …                                        |                                        |  |  |       |  |  |                                            |  |  |                                       |  |
|                                                 |   | Giambattista Mignucci                    | …                                      |  |  |       |  |  |                                            |  |  |                                       |  |
|                                                 |   | Giambattista Mignucci                    | …                                      |  |  |       |  |  |                                            |  |  |                                       |  |
|                                                 |   | Giambattista Mignucci                    | …                                      |  |  |       |  |  |                                            |  |  |                                       |  |
| Maria Felice Mignucci Peretti                   |   | Giambattista Mignucci                    |                                        |  |  |       |  |  |                                            |  |  |                                       |  |
|                                                 |   | Camilla Peretti                          | Pietro Peretti                         |  |  |       |  |  |                                            |  |  |                                       |  |
|                                                 |   | Camilla Peretti                          | Pietro Peretti                         |  |  |       |  |  |                                            |  |  |                                       |  |
|                                                 |   | Camilla Peretti                          | Marianna di Camerino                   |  |  |       |  |  |                                            |  |  |                                       |  |
|                                                 |   | Camilla Peretti                          |                                        |  |  |       |  |  |                                            |  |  |                                       |  |